# 細菌性髄膜炎
細菌性髄膜炎（さいきんせいずいまくえん、英: Bacterial meningitis）は、細菌感染によって起こる中枢神経系の感染症。別名として、化膿性髄膜炎（かのうせいずいまくえん、英: Septic meningitis）とも呼ばれる。通常結核性髄膜炎はこの細菌性髄膜炎に含めない。

## 神経感染症の総論
発熱の原因が中枢神経と疑われるとき、髄液検査を行い細胞数の増加があれば神経感染症と考える。神経感染症では感染部位によって名称、症状が異なる。
| 名称     | 英語名              | 症状                                     |
| -------- | ------------------- | ---------------------------------------- |
| 脳炎     | encephalitis        | 頭痛、発熱、痙攣、意識障害、神経局所症状 |
| 髄膜炎   | meningitis          | 頭痛、発熱、嘔吐                         |
| 髄膜脳炎 | meningoencephalitis | 脳炎症状と髄膜炎症状                     |
| 硬膜炎   | pachymeningitis     | 頭痛、発熱、脳神経症状                   |
| 脊髄炎   | myelitis            | 発熱、対麻痺、膀胱直腸障害               |

## 病態
髄膜炎(meningitis)とは、くも膜、軟膜およびその両者に囲まれたくも膜下腔の炎症を示す。髄膜炎は持続する頭痛と発熱を主徴とし、髄膜刺激症候を認め、髄液細胞の増加を示す。炎症がくも膜下腔から脳実質に及ぶと意識障害や痙攣といった神経症状を起こし、髄膜脳炎(meningoencephalitis)に至る。細菌性髄膜炎の日本における年間発生率は年間約1500人でありその75%ほどは小児であり25%が成人である。本症の病態は細菌の直接浸潤だけではなくサイトカイン・ケモカイン・酸化窒素などのカスケードによる炎症過程の亢進が大きく関与する。
感染経路は中耳炎、副鼻腔炎などの直接波及。肺炎、心内膜炎などからの菌血症による血行性波及。あるいは頭部外傷、脳外科手術などが原因となる。
髄膜炎の起炎菌として代表例であるインフルエンザ菌、髄膜炎菌、肺炎球菌で代表的な病態を示す。初期には病原体は鼻咽腔に付着しコロニーを形成する。そこから粘膜上皮を障害し血流にはいる。血液の中で生き残った細菌は側脳室の脈絡叢を通って髄液腔に侵入し、別の部位では血液脳関門の透過性を変えて侵入する。起炎菌が髄液に侵入するとくも膜下腔は補体、免疫グロブリン、好中球いずれも不十分であるために菌は急速に増加する。菌体が破壊されるとLPSなど菌体成分によって炎症性サイトカインが産出される。とくにTNFが細菌性髄膜炎では重要とされている。炎症の結果、血管炎が起こり脳梗塞に至ることもある。

## 症状
典型的な症状は発熱、頭痛、嘔吐、羞明、項部硬直、傾眠、錯乱、昏睡である。発熱、項部硬直、意識障害を髄膜炎の3徴というがこれら3徴が全て揃うのは髄膜炎患者の2/3以下である。しばしば上気道感染などが髄膜炎症状に先行していることがある。細菌性髄膜炎の経過は急激に発症することが多いが高齢者のリステリア髄膜炎では亜急性の経過で発症し、髄膜炎菌性髄膜炎では電撃的経過を示し、超急性的に発症することもある。
古典的には1962年のcarpenterとpetersdorfによる論文がよく知られている。この報告では209例の細菌性髄膜炎を検討している。そのうち63例が肺炎球菌によるもの、53例が髄膜炎菌によるもの、35例がインフルエンザ菌によるもので58例がその他の菌であった。細菌性髄膜炎は3つのことなるパターンに分けられる。第一群は全体の25%であり24時間以内に入院を必要とするような頭痛、錯乱、傾眠、意識障害など急性の発症を呈した。第二群は入院前の1〜7日にわたって髄膜炎症状が緩徐に進行した。第二群の患者の多くは上気道症状も伴っていた。第三群は最初の髄膜炎症状が出現する前に呼吸器感染が1〜3週間続いていた。
1980年代の報告では細菌性髄膜膜炎の患者は多くの場合に来院時に意識障害となっている。50〜70%が錯乱や傾眠状態であるともいわれている。

## 検査
頭痛(Jolt accentuation)
自覚的な髄膜刺激症状では最もはやく出現する。Jolt accentuationという所見が有名である。これは1秒間に2〜3回の早さで頭部を水平方向に回旋させた時に頭痛の増悪が認められる現象である。髄膜炎診断では感度97%であり特異度は60%である。
髄膜刺激徴候
髄膜刺激徴候では項部硬直、ケルニッヒ徴候、ブルジンスキー徴候、ラセーグ徴候などが知られている。
項部硬直は患者を仰臥位にして枕をはずして検者の手を後頭部にあて静かに頭部を持ち上げ下顎を前胸部につけるように前屈する。項部硬直があるときはその動きとともに抵抗がみられ、前屈は制限され項部に痛みがはしる。頸部を前屈させるときに抵抗や痛みがあり十分に前屈ができない、すなわち胸部に顎がつかないとき陽性とする。項部硬直は髄膜炎のほか、くも膜下出血、小脳扁桃ヘルニアを起こしかけている脳圧亢進状態、テント下の空間占拠病変（小脳の血腫や腫瘍）、癌性あるいは白血病の髄膜浸潤、悪性症候群などでも認められる。高齢者ではしばしば項部硬直と間違えやすい頸部の異常がある。高齢者では首を他動的に動かした時の抵抗は髄膜炎の項部硬直、頚椎症、パーキンソン症候群、抵抗症(gegenhalten)といった筋緊張異常で認められる。髄膜炎の項部硬直では頸部の屈曲では抵抗があるが左右への受動的な回旋ではズムーズである。ケルニッヒ徴候は患者を仰臥位にして一側下肢を股関節および膝関節で90度に屈曲させついで下腿を被動的に進展させると下腿を持ち上げても膝が屈曲し下腿を135度以上に進展できない場合を陽性とする。原点では座位で行っている。腰仙髄部の髄膜に炎症が及んだ時に認められる徴候である。ブルジンスキー徴候は仰臥位の患者の頭を被動的に屈曲させると一側、あるいは両側下肢の股関節と膝関節で屈曲するものを陽性とする。ラセーグ徴候は通常は坐骨神経痛などの試験であるが髄膜炎のときは両側性に出現する。項部硬直は感度30%、特異度68%である。ケルニッヒ徴候、ブルジンスキー徴候では感度5%、特異度95%であった。細胞数1000/μl以上の高度の髄膜炎のみで検討すると項部硬直の感度および陰性的中度は100%であった。
皮疹
髄膜炎菌、肺炎球菌、ブドウ球菌などの髄膜炎で認められる。髄膜炎菌の広汎性斑状丘疹が有名である。
脳神経麻痺や神経局所症状
最も多い神経局所徴候は片麻痺や注視障害、脳神経障害である。片麻痺は脳梗塞、脳浮腫、硬膜下膿瘍、部分痙攣後のトッド麻痺のいずれかのためである。
意識、精神状態
興奮、せん妄などの意識障害から昏睡に至るまで様々な程度の意識障害がみられる。脳浮腫や頭蓋内圧亢進が意識障害の主原因である。
痙攣
約20〜40%で認められる。特に肺炎球菌性髄膜炎で多い。入院して24時間以内が多い。原因としては以下の6つの単独ないし組み合わせで起こるとされている。それは発熱、局所の動脈虚血あるいは梗塞、出血を伴う皮質静脈血栓、低ナトリウム血症、容積効果を伴う硬膜下漏出液、抗生物質である。
皮膚の痛覚閾値の低下
軽く触っただけでも痛みとして感じることがある。
血液検査
一般的な細菌感染症、敗血症と同様に白血球増多と核の左方移動、赤沈の亢進、蛋白分画での急性炎症パターン、CRPの上昇などが認められる。髄液培養の他に、血液培養(50%の患者で検出される)も必ず行う。
頭部CT
腰椎穿刺による髄液採取を行う前に、頭蓋内圧亢進・脳ヘルニアの除外診断のため頭部CTを撮影することも勧められている。もし脳圧が亢進していることが予想された場合は腰椎穿刺では22ゲージの針を使い、1g/kgのマニトールを注射し30分〜60分以内に実施するべきとされている。ヘルニアが疑われるときは髄液は3〜5ml以内の摂取にとどめるべきである。
髄液検査
髄液初圧、細胞数と分画、髄液糖/血液糖比、髄液蛋白量、グラム染色、細菌培養が行われる。髄液糖/血液糖比は0.6以下が異常値であり0.4以下は細菌性髄膜炎を強く疑う。
|                  | 液圧         | 外観               | 線維素析出       | 細胞数          | 主な細胞 | 蛋白質      | 糖          | 塩素          | トリプトファン反応 |
| ---------------- | ------------ | ------------------ | ---------------- | --------------- | -------- | ----------- | ----------- | ------------- | ------------------ |
| 基準値           | 70〜180mmH2O | 無色透明           | なし             | 5/mm3以下       | 単核球   | 15〜45mg/dl | 50〜80mg/dl | 118〜130mEq/l | なし               |
| ウイルス性髄膜炎 | ↑            | 無色透明           | なし             | ↑〜↑↑           | 単核球   | ↑           | ±           | ±             | なし               |
| 結核性髄膜炎     | ↑↑           | 無色透明、日光微塵 | ＋（くも膜様）   | ↑↑↑（200〜500） | 単核球   | ↑↑          | ↓↓          | ↓↓            | ＋＋               |
| 細菌性髄膜炎     | ↑↑↑          | 膜様混濁           | ＋＋＋（膜様塊） | ↑↑↑（1000以上） | 多形核球 | ↑↑          | ↓↓          | ↓↓            | ＋＋               |

細菌性髄膜炎の髄液検査の特徴は以下のようにまとめることができる。それは初圧の上昇、多核白血球の増加、髄液グルコース量の低下、髄液蛋白の増加である。髄液白血球数は通常100/μl以上であり典型的には1000/μl以上と著明に増加する。抗菌薬開始後18〜36時間後には髄液中の白血球がさらに増加することがある。典型的には細菌性髄膜炎では多核球優位でウイルス性髄膜炎では単核球優位であるが、初期には細菌性髄膜炎でもリンパ球優位であったり、エンテロウイルス髄膜炎では初期には多核球優位で経過の後半にリンパ球に移行するものもある。ウイルス性髄膜炎で髄液検査が最初は多核球優位のときには6〜8時間後の腰椎穿刺で単核球優位になり診断可能という報告もあるが、エコーウイルス髄膜炎では数時間程度の後に腰椎穿刺しても多核球優位から単核球優位に移行しないという報告もある。いずれにせよウイルス性髄膜炎では経過後半では単核球優位となる。多核白血球優位の髄液細胞増多の所見を得たときは、経験的に抗菌薬投与を開始して、髄液培養が陰性になるまで続けるべきである。無菌性髄膜炎を疑っているが2回めの髄液検査で単核球優位への移行がみられないことがある この場合に抗菌薬を継続するかは臨床経過とグラム染色と培養の結果次第である。髄液細胞数が1000/μl以下の時の細菌性髄膜炎、あるいはリステリア菌による細菌性髄膜炎髄液のリンパ球増加が報告されている。リンパ球増多はリステリア菌性髄膜炎の症例の約25%で報告されている。
まれな例では髄液白血球の増加がみられない細菌性髄膜炎の報告もある。未熟児や4週前の乳児のほかアルコール中毒、高齢、免疫抑制剤使用下で報告がある。髄液糖の低下、髄液蛋白の増加、髄液培養陽性によって診断されている。髄膜炎に罹患していない菌血症の小児で施行された外傷性腰椎穿刺は髄液の生化学、白血球数が正常でありながら、菌血症血液の汚染の結果細菌培養が陽性となり細菌性髄膜炎と診断されることがあり注意が必要である。特に新生児、乳児の敗血症の原因に細菌性髄膜炎は多いため注意が必要である。新生児の敗血症の実に20〜30%は細菌性髄膜炎が合併している。
髄液特殊検査
髄液CRP、髄液乳酸値、髄液TNF-α、髄液プロカルシトニンは無菌性髄膜炎との鑑別に有用と考えられている。
グラム染色
肺炎球菌はグラム陽性双球菌であるが自己融解するとグラム陰性に染色されることがある。髄膜炎菌はグラム陰性球菌で特徴的である。

## 特徴ある起炎菌
肺炎球菌性髄膜炎
上気道感染症状の後に髄膜炎の症状が出現する場合が多い。水頭症、動脈性、静脈性の血管障害の合併などが多い。
リステリア髄膜炎
高齢者のリステリア髄膜炎は亜急性の経過で発症することが多い。ほとんどの症例で意識障害を伴う有痛性疾患として発症する。リステリア髄膜炎では感染早期に痙攣、局所神経症状を併発する頻度が高い。またリステリア菌による髄膜炎では脳脊髄液がリンパ球優位を示すこともある。リンパ球優位の髄液細胞数増加、髄液糖低下はリステリア髄膜炎、結核性髄膜炎、真菌性髄膜炎で認められる。リステリア菌による髄膜炎の頻度は60歳以上で5〜6.7%である。またグラム染色での検出率が低い。第3世代のセフェム系が無効であり抗菌薬の選択で注意が必要である。
髄膜炎菌性髄膜炎
髄膜炎菌性髄膜炎は世界的に分布し、流行地域ごとに菌のタイプ（血清型）は異なる。世界全体としては毎年30万人の患者が発生し、3万人の死亡例が出ている。流行の多発地帯は、アフリカ中央部の西はセネガルから東はエチオピアまでの地域が該当し、当該地域は「髄膜炎ベルト」とも言われている。主に乾期（12〜6月）のサバンナ地帯で多くの発症が報告される。欧米先進国でも時に局地的な流行がある。世界では健常者の鼻咽頭上5～20％の保菌状況に対し、日本では約0.4％程度とされる。保菌率が下がった理由は不明であるものの、一般的な衛生状態がよくなったこと、また長年国内で抗菌薬が濫用されてきたことと関係していると言われる。。なお、アジアは抗生物質の処方率が非常に高く、抗生物質の乱用問題が深刻と報告されている。なお髄膜炎菌が定着している率は、経済的困窮者や様々な地域から集まった人たちの間で高いと指摘されている。
髄膜炎菌性髄膜炎は発症が急激なこと、皮疹を伴いやすいこと、ウォーターハウス・フリードリヒセン症候群という劇症型髄膜炎菌性髄膜炎（DICや副腎不全を伴う）なども知られる。二次感染を防ぐために髄膜炎菌性髄膜炎予防にリファンピシンを用いることがある。
インフルエンザ桿菌髄膜炎
成人では中耳炎、副鼻腔炎、乳様突起炎など傍髄膜感染症、咽頭炎、肺炎、髄液漏出を等もなう頭部外傷、免疫不全などの存在が示唆される。小児例でもワクチンが普及している欧米と比べて発生率が高く、抗菌薬の耐性化もすすんでいる。日本ではBLNARとよばれる多剤耐性のインフルエンザ菌が蔓延している。ペニシリン結合タンパク（PBP）が変化しているためβラクタマーゼ単剤で治療は困難である。カルバペネム系とセフォタキシムの併用療法などで治療されている。
シャント感染
シャント感染では頭痛、嘔気、意識障害は認められるがしばしば発熱が認められない。

## 起炎菌
細菌性髄膜炎は年齢や全身状態によって起炎菌が異なることで有名である。
| 年齢                   | 起炎菌                                                                      |
| ---------------------- | --------------------------------------------------------------------------- |
| 3か月まで              | B群溶連菌、大腸菌、リステリア菌、ブドウ球菌、緑膿菌（グラム陰性桿菌が多い） |
| 3か月以上6歳未満       | インフルエンザ桿菌(Hibが多い)、肺炎球菌                                     |
| 6歳以上から成人        | 肺炎球菌、髄膜炎菌、インフルエンザ桿菌                                      |
| 65歳以上               | 肺炎球菌、髄膜炎菌、リステリア菌                                            |
| 全身状態不良、免疫抑制 | 黄色ブドウ球菌、グラム陰性菌、リステリア菌                                  |

3ヶ月まで
この時期に認められる細菌性髄膜炎は出生時の垂直性感染やそれを遠因とするものが多い。具体的にはGBSや大腸菌である。
6歳まで
免疫学的に未熟な時期と考えられる。細菌性髄膜炎発生率が最も高い年齢層である。この時期は肺炎球菌やインフルエンザ桿菌(特にHib)が多い。乳児と小児全体で原因菌として最も多いのがb型インフルエンザ菌（Hib）、髄膜炎菌、肺炎球菌である。日本では相対的に欧米よりも髄膜炎菌による髄膜炎は少ない傾向がある。
成人
6歳を過ぎると免疫学的に成人と同様に近くなる。この時期は細菌性髄膜炎は稀である。起炎菌の80%は肺炎球菌である。インフルエンザ桿菌は激減し、髄膜炎菌や連鎖球菌が散見される。発症例の半数は慢性疾患を有している。ペニシリン耐性肺炎球菌の一部は第三世代セファロスポリンにも耐性を示すためバンコマイシンを併用する。またセファロスポリンはリステリア菌に無効であり、リステリア菌を考慮する場合はアンピシリンを追加する。
65歳以上
感染防御が再び低下する。大腸菌、クレブシエラ菌などの腸内細菌によるものなどもみとめられる。高齢者では慢性副鼻腔炎や中耳炎、慢性の肺疾患や心疾患、慢性尿路感染や慢性消耗性状態（アルコール依存症、糖尿病、血液疾患、悪性腫瘍など）のような促進因子が50%で存在する。死亡率も若年成人よりも高い。60歳以上の肺炎球菌の患者の死亡率は30〜40%である。

### 治療
抗菌薬による強力な治療が必要である。通常の感染症よりも大量に抗生物質を使用する（βラクタム系抗生物質を用いる場合、常用量の2倍程度を用いる）必要がある。
先述したとおり、治療開始翌日に再度腰椎穿刺を行い、培養が陰性であることを確認する必要がある (Second tap)。Second tapの培養が陽性となった場合には、薬剤感受性などを元に抗菌薬の増量または変更・追加を必要とする。患者が小児である場合、難聴の合併を予防するため、デキサメサゾン（合成ステロイド）を2日間併用することが多い。しかしデキサメサゾンの有効性についてエビデンス（科学的根拠）があるのは、インフルエンザ桿菌b型による細菌性髄膜炎の場合のみである。脳浮腫を抑え、血流を改善するために多糖類（マンニトール、グリセリン）の投与を行う。

#### 成人のempiric therapy
市中発生では数年前まではアンピシリン（ビクシリン）とセフトリアキソン（ロセフィン）であったが耐性菌の増加に伴いカルバペネム系が用いられる傾向がある。この場合はカルバペネム系の単剤療法となる。
パニペネム・ベタミプロン（カルベニン）：1回1g、1日4回、合計4g/day（保険適用は2g/dayまで）
メロペネム（メロペン）：1回2g、1日3回、合計6g/day
院内発生や免疫抑制下（50歳以上やアルコール依存者）ではMRSAやリステリアもカバーするため以下の3剤併用とすることがある。なおセフトリアキソン（ロセフィン）はセファチキシム（クラフォラン）1回2g、1日4回、合計8g/day（保険適応は4g/dayまで）に変更可能である。
セフトリアキソン（ロセフィン）：1回2g、1日2回、合計4g/day（保険適応は4g/dayまで）
バンコマイシン（バンコマイシン）：1回0.5g、1日4回、合計2g/day（保険適応は2g/dayまで）
アンピシリン（ビクシリン）：1回2g、1日6回、合計12g/day（保険適応は4g/dayまで）
また緑膿菌による細菌性髄膜炎に対してはセフタジジム（モダシン）やセフェピム（マキシピーム）を用いることがある。
セフタジジム（モダシン）：1回2g、1日3回、合計6g/day
セフェピム（マキシピーム）：1回2g、1日3回、合計6g/day
また抗生物質投与前10〜20分または同時投与でデキサメタゾンを投与することがガイドラインでは推奨されている。
デキサメサゾン（デカドロン）：0.15mg/Kgで1日6時間ごと (36mg/60Kg/day) を2〜4日投与
治療中止はガイドライン上は髄液所見が正常化後さらに1週間の投与をしたら終了とされている。髄液細胞50/mm3以下で血清CRP正常化で投与を中止しても再燃しないという報告もある。再発予防としては原因となった疾患（中耳炎、副鼻腔炎、脊椎硬膜下膿瘍、脳室シャント、カテーテル、手術創）などを可能なかぎり治療、除去するといったことである。
| 微生物                        | 治療薬                                   | 標準的治療期間 |
| ----------------------------- | ---------------------------------------- | -------------- |
| streptococcus agalactiae      | アンピシリンまたはペニシリンG            | 14〜21日間     |
| E.coli                        | セフトリアキソン（またはセフォタキシム） | 21日間         |
| Listeria monocytogenes        | アンピシリン、ST合剤                     | 21日間以上     |
| Klebsiella pneumoniae         | セフトリアキソン（またはセフォタキシム） | 21日間         |
| streptococcus agalactiae      | アンピシリンまたはペニシリンG            | 14〜21日間     |
| Haemophilus influenzae type b | セフトリアキソン（またはセフォタキシム） | 7日間          |
| streptococcus pneumoniae      | バンコマイシン+セフトリアキソン          | 10〜14日間     |
| Neisseria meningitidis        | セフトリアキソン                         | 7日間          |

内科でしばしば遭遇する細菌性髄膜炎疑いの初期治療は成人60歳で体重50Kg以上で腎機能が正常な場合は、デキサメタゾン9.9g(0.15mg/kg)を6時間毎で4日間、セフトリアキソン2gを12時間毎、バンコマイシン500mgを6時間毎、アンピシリン2gを4時間毎、アシクロビル500mg(10mg/kg)を8時間毎の投与となる。

#### 副腎ステロイド
一言でいうとサイトカインストームを抑制する。TNF-α、IL-1、PAFといった炎症性メディエーターの産出を抑制し、結果として脳浮腫を減少し、誘導されうる酸化窒素の産出を抑制する。最終的には神経障害、転帰不能を改善させる可能性がある。しかし、重篤な敗血症を基盤に発症してきている髄膜炎、すでに抗菌薬を開始している症例、適切な抗菌薬が投与されていない細菌性髄膜炎では投与を避けるべきである。

#### 再発予防
細菌性髄膜炎を繰り返す場合は原因検索と原因治療が必要である。
局所感染症
中耳炎や副鼻腔炎などが細菌性髄膜炎の原因となることはめずらしくない。
髄液瘻
髄液瘻が細菌性髄膜炎の原因となることがあり手術が必要となる。
全身疾患
糖尿病、慢性腎不全、HIV感染などがリスクとなる。

## 鑑別疾患
鑑別診断としては頭痛、発熱、局所脳症状、あるいは意識障害に関連する疾患があげられる。細菌以外の感染性髄膜炎のほか、単純ヘルペス脳炎、硬膜下膿瘍など局所的感染性占拠性病変、くも膜下出血、ライム病、リケッチア感染、真菌感染、悪性症候群などが上がられる。
ウイルス性髄膜炎
髄液検査では初期は多核球優位の細胞数増加を示すことがあり、細菌性髄膜炎との鑑別が必要となる。Spanosらは髄液糖/血糖比<0.23、髄液蛋白>220mg/dl、多核白血球>1180/mm3、総白血球>2000/mm3の3項目のうち1つでもあればウイルス性髄膜炎ではなく細菌性髄膜炎と述べている。Nigrovicらの小児の検討では髄液のグラム染色陽性、髄液蛋白>80mg/dl、末梢好中球数>10000/mm3、痙攣にて発症、髄液多核白血球>1000/mm3の5項目でグラム染色陽性が2ポイントで他の項目を1ポイントとすると、2ポイントで87%の感度で細菌性髄膜炎を予知し、0ポイントは100%の感度で細菌性図膜炎を否定した。
意識清明、髄液グラム染色陰性、髄液糖/血糖比>0.4かつ髄液蛋白<100mg/dlであれば無菌性髄膜炎と診断し抗菌薬投与せず経過観察可能であるが、上記基準を満たさないならば細菌性髄膜炎を否定できないため抗菌薬投与する。また髄液検査は繰り返し行う必要がある。
結核性髄膜炎と真菌性髄膜炎
急激に発症し、かつ急速に悪化する細菌性髄膜炎と比較して、結核性髄膜炎または真菌性髄膜炎は倦怠感、微熱、間欠性頭痛など全身症状が前駆する。徐々に激しい頭痛、嘔気、歩行困難、行動異常、意識障害、痙攣へ進展する。HIV感染、結核の既往、アルコール依存、慢性疾患、悪性腫瘍、ステロイド内服ありなどは結核性髄膜炎、真菌性髄膜炎のリスクとなる。身体所見では項部硬直に加えて脳神経麻痺（Ⅲ、Ⅳ、Ⅵ、Ⅷが多い）、神経局在徴候を認める頻度が多い。髄液はリンパ球優位の細胞増加、蛋白増加、糖の低下が認められる。Kumarらの小児例で他の髄膜炎から結核性髄膜炎を識別する検討をした。7日以上の前駆期、視神経萎縮、局所神経脱落症状、錐体外路症状、髄液細胞中の多形核白血球が50%未満の5項目をあげ、少なくとも1項目陽性で98.4%の感度で結核性髄膜炎を予知し、3項目以上陽性は98.3%の特異度で結核性髄膜炎を予知する。
単純ヘルペス脳炎
占拠性病変
脳膿瘍としては硬膜下膿瘍、硬膜外膿瘍がある。他には脳腫瘍など鑑別にあがる。
ライム病
スピロヘータ感染症であるライム病の初発症状は慢性移動性紅斑が多い。ライム病の髄膜炎は明確な髄膜刺激症状、脳圧の亢進、髄液の糖減少をきたす。顔面神経麻痺は両側性に起こる
リケッチア感染
悪性症候群

### 合併症
播種性血管内凝固症候群 (Disseminated intravascular coagulation: DIC)
髄膜炎を発症した当日から1-2日程度、まだ病勢が強い時期に起こる合併症。血管の中で小さな血液の塊がたくさんできるため、血小板や凝固因子（血を固めるタンパク質）が減少し、出血しやすい状態になる。微小血栓が塞栓することにより、各種臓器の虚血・障害が懸念される。
血液の凝固を抑える薬（蛋白分解酵素阻害薬）による治療を行う。
抗利尿ホルモン不適合分泌症候群 (SIADH)
尿量を減少させるバソプレッシン (Vasopressin, Anti-diuretic hormone: ADH) というホルモンが、体の状態に対して不適切に多く分泌されてしまう状態。血液中の電解質が希釈されるため、水分制限が必要になる。
脳梗塞
髄膜炎を発症してから数日が経過し、治療が順調であれば熱も下がり意識障害などの症状がなくなった頃に起こる合併症。極まれな合併症であるが、致命的になったり麻痺などの後遺症を残す危険がある。血栓性の動脈炎や、血管の攣縮（血管平滑筋が痙攣的に収縮し、血管の内腔が著しく狭くなる）が原因になると考えられる。
硬膜下水腫・膿瘍
発症から1-2週間でみられる、クモ膜と硬膜の間に、液体や膿（うみ）が溜まってしまう合併症。特に膿が溜まっている場合には、手術により排膿する必要が起こることもある。また、水腫の場合でも量が多く、脳を圧迫してしまうような場合、液体を腹腔に逃がすシャントという管を挿入する手術が必要になることもある。

### 予後
細菌性髄膜炎は2008年現在でも世界的には死亡率が10〜30%と高い神経救急疾患である。1920年代の抗菌薬による治療を行わなかった例では78人中77人死亡という検討もある。早期治療と予後の関連が示されており、病院到着から抗菌薬投与までの時間が死亡率と関係する。病院到着後2時間以内の投与で5%、2〜4時間で6%、6〜8時間で45%、8〜10時間で75%の死亡率とされている。
肺炎球菌による場合は30%で後遺症が永続するという報告がある。後遺症の内容は水頭症、てんかん、脳神経麻痺、知的障害が多い。片麻痺、失語、小脳失調など脳実質障害はまれである。主な後遺症をまとめる。
水頭症
軟膜、くも膜の炎症の進展によりこれらが肥厚し、癒着する。脳底部の軟膜、くも膜の癒着は第4脳室からの髄液の流出を妨げ水頭症となる。
てんかん
急性期に発作がなかったとしても遅発性発作が起こる場合もある(2.4%)。
脳神経麻痺
聾、盲、眼球運動障害などの脳神経麻痺は、髄膜の炎症反応や線維化が脳神経根にそって進展することや神経栄養動脈の血栓かでおこると考えられている。急性細菌性髄膜炎の経過中に発生した脳神経障害は通常は第Ⅲ、Ⅵ、Ⅶ、Ⅷ脳神経をおかし、多くは第Ⅷ脳神経性聴覚障害の例外を除き髄膜炎が治癒すると軽快傾向となる。
知的機能障害
皮質下性認知機能障害に類維持した認知機能障害が70%以上の患者に後遺症として生じるという報告がある。
脳実質障害
細菌性髄膜炎急性期には髄液の炎症の血管系への波及によって大血管では血管攣縮を小血管では血管炎の結果、梗塞、出血などの血管障害を起こす。

## 免疫不全との関連
担癌患者などでは様々な免疫不全によって細菌性髄膜炎の原因になりえる。その他の免疫不全として指摘されているのが脾臓摘出後である。脾臓摘出を受けた患者は、莢膜を有する細菌により数時間で死亡するような劇症の敗血症や髄膜炎を起こす可能性がある。脾臓では宿主を細菌の侵入から保護す2つの役割がある。ひとつは脾臓は非常に効率的な貪食細胞が類上皮洞に並んでおり細菌の濾過に重要な役割を担っていること、2つ目はIgMオプソニン抗体を産出していることである。

## 細菌性髄膜炎の予防
- Hibワクチン
- 肺炎球菌ワクチン
- 髄膜炎菌ワクチン
- リファンピシンの予防投与

## 関連法規
日本では1918年に伝染病予防法に基づき流行性脳脊髄膜炎の名称で法定伝染病に指定され、伝染病予防法の廃止後は細菌性髄膜炎（インフルエンザ菌、髄膜炎菌、肺炎球菌を原因として同定された場合を除く。）として感染症法により4類感染症に指定された。2003年の感染症法改正に伴い5類に変更され現在に至る。